# Code Geass: Nunnally in Wonderland
Code Geass: Nunnally in Wonderland o Code Geass: Nunnally en el país de las maravillas es un OVA especial lanzado al aire en 2012, parte de la serie de Code Geass, el cual retoma el clásico relato de Lewis Carroll Alicia en el país de las maravillas. La página web oficial de la franquicia Code Geass reveló en enero de 2012 que un OVA Nunnally in Wonderland sería lanzado en formato Blu-ray Disc y DVD ese mismo año. Cada edición incluirá un libro de ilustraciones de 40 páginas que narra la misma historia que el anime. Takahiro Kimura, el diseñador de personajes para el primer Code Geass, será el director de animación y aportará nuevos diseños para este proyecto. En la nueva historia, Lelouch hace el uso final de su Geass para su pequeña hermana Nunnally, que ama a Alicia en el País de las Maravillas. Makoto Baba, el director de ehttps://es.wikipedia.org/w/index.php?title=Code_Geass:_Nunnally_in_Wonderland&action=editpisodios de ambas series, dirige este nuevo proyecto. El guionista de episodios Yuuichi Nomura, diseñador de personajes/director de animación Takahiro Kimura, y el compositor musical Kotaro Nakagawa también están regresando de la serie de televisión. Bandai Namco Live TV transmite un video promocional.

## Argumento
La mente maestra Lelouch y su hermana Nunnally mantendrán sus personajes del anime de televisión, mientras que aparecen como el Sombrerero Loco y Alicia, respectivamente. La misteriosa C.C. tendrá un papel accesorio, enigmático como el gato de Cheshire. Suzaku continuará sus deberes reales como el Caballero Blanco, mientras que Kallen será la Liebre de marzo. Shirley conserva sus expresiones pensativas y asume la identidad de un cervatillo. Milly también se ofrece como la duquesa. Anya juega el papel del Conejo Blanco tímido. Aunque para mantener los títulos, Charles asumirá el irónico papel del Rey de Corazones que es tímido al lado de Marianne, que llega a mostrar su poder como la Reina de Corazones con V.V. como el Príncipe de corazones y Schneizel como el Rey Rojo próximo a Kanon que es la Reina Roja. Es una parodia de Alicia en el País de las Maravillas y Lelouch derrocha el poder de su geass para entrenener a su hermana Nunnally 

## Personajes e interpretaciones
Nunnally (Alicia): Kaori Nazuka
Lelouch (Sombrerero loco): Jun Fukuyama
Suzaku (Caballero blanco): Takahiro Sakurai
C.C. (Gato Cheshire): Yukana
Kallen (Liebre de marzo): Ami Koshimizu
Milly (Duquesa): Sayaka Ohara
Rivalz (Lirón): Noriaki Sugiyama
Anya (Conejo blanco): Yuko Goto
Shirley (Cervatillo): Fumiko Orikasa
Xingke (Humpty Dumpty): N/A
Jeremiah (Jabberwocky): N/A
Villetta (Grifo): Akeno Watanabe
Rolo (Tortuga de mar): Takahiro Mizushima
Kaguya (Tweedle Dee): N/A
Lihua (Tweedle Dum): N/A
Lloyd (Carpintero): Tetsu Shiratori
Rakshata (Oruga): N/A
Ohgi (Hombre lobo): N/A
Sayoko (Dodo): N/A
Cecile (Morsa): Kikuko Inoue
Nina (Cocinera): Saeko Chiba
Guilford (Unicornio): N/A
Darlton (León): N/A
Schneizel (Rey Rojo): Norihiro Inoue
Kanon (Reina Roja): Kozo Mito
Cornelia (Rey Blanco): Junko Minagawa
Euphemia (Reina Blanca): Omi Minami
Gino (Caballero Rojo): Soichiro Hoshi
Marianne (Reina de Corazones): Asako Dodo
Charles (Rey de Corazones): Norio Wakamoto
V.V. (Príncipe de Corazones): N/A
Arthur (Diana): N/A 

## Plantilla
Director y escritor: Makoto Baba
Guión: Yuichi Nomura
Supervisión: Goro Taniguchi and Ichiro Okouchi
Diseño original de los personajes: CLAMP
Director de animaciones y diseño de personajes: Takahiro Kimura
Esquema de colores: Iwasawa Reiko
Director de arte: Yoshinori Hishinuma
Eficacia específica: Yumi Nomura
Director de sonido: Yasuo Urakami
Música: Nakagawa Kotaro and Hitomi Kuroishi
Producción: Nunnally in Wonderland Production Committee

## Tráiler
El OVA de un episodio cuenta con el personaje principal Lelouch usando su poder máximo para su hermana pequeña, Nunnally. Viajan en un mundo alternativo donde el resto del elenco se presenta como personajes de Lewis Carroll Alicia en el país de las maravillas. El elenco original se repiten sus papeles para la OVA. El proyecto estará disponible desde 27 de julio de 2012 con subtítulos en inglés y un libro ilustrado de 40 páginas.

## Enlaces
- Code Geass Wiki en español

- Datos: Q3682020